# 自治領
自治領（じちりょう）は、ある一国（主権を有する独立した国家）の内部において、あくまでも当該国の主権の下に属しながらも、通常の地方自治よりも遥かに高度な自治を行っている特定の領域（自治行政区画）のことであり、以下のような例が挙げられる。
- 旧イギリス帝国の植民地から発展的に派生したドミニオン（Dominion）のこと。本項で詳述する。
- デンマークの主権の下に属する（「デンマーク王国」の一部でありデンマーク本土とは異なる）、グリーンランド、フェロー諸島。英称・「home rule」。

## イギリスの自治領（ドミニオン）
自治領（Dominion）は、1948年頃までのイギリス帝国およびイギリス連邦において自治権を認められた半独立国。独自の政府、自治権などを持つがイギリス国王が元首を務め、国内に総督が置かれる。国際法上、"Dominion" の訳語として使われる。特にカナダ、オーストラリア、ニュージーランド、南アフリカ連邦、ニューファンドランド、アイルランド自由国の6つの白人自治領を指す。1931年のウェストミンスター憲章によりイギリス本国議会の支配下を離れ、本国と対等の地位と独自の外交権を認められた。1949年にイギリス国王への忠誠が義務ではなくなり、また第二次世界大戦後の脱植民地化により非白人植民地の独立が進むと、自治領としての意味が薄れ、独立国との違いが無くなっていった。1948年以後はイギリス君主を元首とする独立国がドミニオンを称したこともあった。
「ドミニオン」の語がイギリス海外領土に使われた最初の例は17世紀であり、いずれも王冠植民地（王室直轄地）を意味した。王政復古が起こった1660年ごろに最初の王冠植民地であったバージニア植民地（Colony of Virginia）の別称として、Dominion and Colony of Virginia なる名称が登場し、また、1686年には既存の植民地群を一元支配するためにニューイングランド王領（ドミニオン・オブ・ニューイングランド、Dominion of New England）が設立された。これら植民地には議会（参事会）があったものの、住民による自治や独立は認められていなかった。今日における高度な自治権を付託された領土という意味でドミニオンを「自治領」と訳す事例は、1867年の英領北アメリカ法に基づく、カナダ自治領に始まる統治形態を指す。

### 概要
"dominion" は元々「支配権」や「支配領域」を意味する言葉であり、「自治領」を意味する場合はしばしば頭文字が大文字となる。
17世紀末に北アメリカのニューイングランド植民地がドミニオンと呼ばれたが、「自治領」が再び登場し、イギリス帝国にとって重要な意味を持つのは19世紀半ばから後半になってからのことである。当時のイギリス帝国では現在のカナダにあたる地域に幾つもの小さな植民地が存在した。1867年にこれらの植民地を統合する際の名称として、「カナダ自治領」（Dominion of Canada）の名が採用された。この時、カナダ側は「自治領」（Dominion）ではなく「王国」（Kingdom）を望んでおり、自治領の名称に失望したとも言われる。イギリス側は、「王国」の名称を用いて共和制を国是とするアメリカ合衆国を刺激するのを避けたかったことから、君主国であることを暗示にとどめるため、旧約聖書を典拠としてこの名称を選んだ。
その後、1901年にオーストラリア連邦、1907年にニュージーランド・ニューファンドランド、1910年に南アフリカ連邦、1921年にアイルランド自由国が自治領化された。カナダは自治領化当初、王国の名が認められなかったことに失望したかも知れないが、1907年の帝国会議で従属的な「植民地」（Colony）とは違う「自治領」の地位が明確化されると、帝国内で自治領の地位は特権的な意味を持つようになった。1907年にイギリス帝国を構成する諸政府が帝国会議を開いた際、オーストラリアとカナダの2つの自治植民地が主権を持つ「ドミニオン」（自治領）であると確認された。
第一次世界大戦では、各自治領はイギリスほか連合軍の勝利に大きく貢献したが、同時に独立心（あるいは自立心）を育む契機ともなり、1926年の帝国会議でのバルフォア報告において、本国と自治領の平等が規定された。1931年にはウェストミンスター憲章においても公式に「ドミニオン（自治領）はイギリス連邦を構成し、外交・内政・軍事をイギリス政府の干渉なく行える、イギリスと対等の独立国家」として定義、記載され、イギリス政府内には植民地省とは別に自治領省が設けられた。その際、「自治領」という言葉はカナダ、オーストラリア、ニュージーランド、南アフリカ連邦、ニューファンドランド、アイルランド自由国のいずれかのみを指すことも規定され、6つの自治領のイギリス帝国における特権的地位が明文化された。
第二次世界大戦後、イギリス国王への忠誠が義務から外されて、イギリス帝国は名実ともに解体し、新たにコモンウェルスとして再編される。その後、脱植民地化が進み、国王への忠誠を拒否して共和制に移行したインドや、イギリス国王とは別に独自の君主を戴くマレーシアなどが独立国としてコモンウェルスの一角を占めるようになると、特権的な白人自治領の地位も有名無実化していった。
インド連邦、パキスタン、セイロン、ケニアなども一時的にドミニオンを称した時期があったが、脱植民地化の流れで「ドミニオン」は使われないようになり、「コモンウェルス・レルム」（Commonwealth realms, 英連邦王国）という名称が使われるようになった。